# P献金

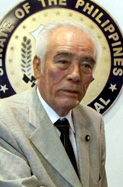
提出了P献金的概念的日本政治家石井一

P献金（日语：／），又称P捐款或President献金，起源于民主党石井一在国会答辩中对公明党的披露。

## 简介
P献金的名称于2007年由石井一提出。2007年10月16日，石井一称自己从福本润一手中得到情报，认为公明党涉嫌捐款，无偿接受外部给予的利益。石井一以此事违反公职选举法和政教分离原则为由要求预算委员会进行审议，山口那津男对石川一的状告表示抗议。之后《周刊新潮》估计了公明党主席池田大作接受的“捐款”的价值。